# Northern Ireland (Emergency Provisions) Act 1973
Le Northern Ireland (Emergency Provisions) Act  (français : Acte (des dispositions d'urgence) sur l'Irlande du Nord) est une loi du Parlement du Royaume-Uni émise en 1973 pour lutter contre la montée de violence du Conflit nord-irlandais. Applicable qu'en Irlande du Nord, il abroge le Special Powers Act tout en conservant les pouvoirs étendus de l'armée et de la police. Il abolit la peine de mort pour meurtre en Irlande du Nord et institue des tribunaux sans jury, les Diplock courts (en), pour juger des « Offenses spéciales », allant de l'homicide involontaire à toute utilisation illégale d'armes ou d'explosifs. Remanié plusieurs fois, il a été remplacé par des lois antiterroristes.